# 馬世俊
马世俊（1617年—1666年），初名世琪，字章民，号甸臣，别号匡庵，别署澱湄渔隐、水湄生等，江南溧陽縣（今溧陽市）别桥镇人，清初状元、戏曲作家、政治人物。

## 生平
马世俊幼年丧父，家中清贫。为诸生，屡试第一。清顺治十八年（1661年）状元，授翰林院修撰，官至侍读。卒于康熙五年（1666年）。

## 著作
工诗文、书画。著作多散佚。今存《匡庵文集》、《匡庵诗集》。

## 纪念
今溧阳有状元阁以纪念。